# La smorfia
 La smorfia è il libro che viene usato per interpretare i sogni al fine di trarne suggerimenti su numeri vincenti da giocare al lotto. In ogni smorfia, un vocabolo, un evento, una persona o un oggetto è trasformato in uno o più numeri, attraverso una codifica anche abbastanza precisa che prevede un numero diverso a seconda del contesto: per esempio "giocare" fa 79, ma cambia se si gioca ai cavalli (81), al lotto (33), a calcio (50), a carte (17), a scacchi (22) e così via.
La smorfia, in origine, apparteneva alla tradizione orale, e solo in seguito fu trascritta su carta. Vista l'origine popolare della smorfia, non sono poche le edizioni della smorfia che associano i numeri alle immagini, a beneficio degli analfabeti.

## Ipostesi sulle origini
L'origine del termine "smorfia" è incerta, ma la spiegazione più frequente è che sia legata al nome di Morfeo, il dio dei sogni nell'antica Grecia.
Altre teorie sono propense a credere che l'origine della Smorfia risieda all'interno della tradizione cabalistica ebraica, secondo la quale nella Bibbia non esiste parola, lettera o segno che non abbia qualche significato nascosto correlato.

## Smorfia napoletana
La smorfia è tradizionalmente legata alla città di Napoli, che ha una lunga tradizione nel gioco del lotto. È spesso stata fonte di ispirazione anche per il cinema, diventando talvolta protagonista di dialoghi e sketch ideati e proposti soprattutto da attori napoletani.

### I numeri della smorfia a Napoli
| Nº | Italiano                      | Napoletano                               | Significato della metafora                                    |
| -- | ----------------------------- | ---------------------------------------- | ------------------------------------------------------------- |
| 1  | L'Italia                      | L'Italia                                 |                                                               |
| 2  | La bambina                    | 'A criatura                              |                                                               |
| 3  | La gatta                      | 'A jatta                                 |                                                               |
| 4  | Il maiale                     | 'O puorco                                |                                                               |
| 5  | La mano                       | 'A mano                                  |                                                               |
| 6  | Quella che guarda verso terra | Chella ca guarda 'nderra                 | l'organo sessuale femminile                                   |
| 7  | Il vaso di creta              | 'O vasetto                               |                                                               |
| 8  | La Madonna                    | 'A Madonna (pronunciato "Maronna")       |                                                               |
| 9  | La figliolanza                | 'A figliata                              |                                                               |
| 10 | I fagioli                     | 'E fasule                                |                                                               |
| 11 | I topolini                    | 'E surice                                |                                                               |
| 12 | Il soldato                    | 'E surdate                               |                                                               |
| 13 | Sant'Antonio                  | Sant'Antuono                             | giorno dedicato al santo nel Calendario dei santi             |
| 14 | L'ubriaco                     | 'O 'mbriaco                              |                                                               |
| 15 | Il ragazzo                    | 'O guaglione                             |                                                               |
| 16 | Il culo                       | 'O culo                                  | la fortuna                                                    |
| 17 | La sfortuna                   | 'A disgrazzia                            |                                                               |
| 18 | Il sangue                     | 'O sanghe                                |                                                               |
| 19 | La risata                     | 'A resata                                |                                                               |
| 20 | La festa                      | 'A festa                                 |                                                               |
| 21 | La donna nuda                 | 'A femmena annuda (pronunciato "annura") |                                                               |
| 22 | Il pazzo                      | 'O pazzo                                 |                                                               |
| 23 | Lo scemo                      | 'O scemo                                 |                                                               |
| 24 | Le guardie                    | 'E Gguardie                              |                                                               |
| 25 | Natale                        | Natale                                   |                                                               |
| 26 | La piccola Anna               | Nanninella                               | giorno dedicato alla santa nel Calendario dei santi           |
| 27 | Il pitale                     | 'O càntaro                               |                                                               |
| 28 | I seni                        | 'E zizze                                 |                                                               |
| 29 | Il padre dei bambini          | 'O pate d'e ccriature                    | l'organo sessuale maschile                                    |
| 30 | Le palle del tenente          | 'E palle d'o tenente                     |                                                               |
| 31 | Il padrone di casa            | 'O patrone 'e casa                       |                                                               |
| 32 | Il capitone                   | 'O capitone                              |                                                               |
| 33 | Gli anni di Cristo            | L'anne 'e Cristo                         |                                                               |
| 34 | La testa                      | 'A capa                                  |                                                               |
| 35 | L'uccellino                   | L'auciello                               |                                                               |
| 36 | Le nacchere                   | 'E castagnelle                           |                                                               |
| 37 | Il monaco                     | 'O monaco                                |                                                               |
| 38 | Le botte                      | 'E mazzate                               |                                                               |
| 39 | Il cappio al collo            | 'A funa 'nganna                          |                                                               |
| 40 | La noia                       | 'A paposcia                              |                                                               |
| 41 | Il coltello                   | 'O curtiello                             |                                                               |
| 42 | Il caffè                      | 'O ccafè                                 |                                                               |
| 43 | La donna al balcone           | Onna ô balcone                           | donna sguaiata/impicciona che si espone al balcone            |
| 44 | La prigione                   | 'E cancelle                              |                                                               |
| 45 | Il vino buono                 | 'O vino bbuono                           |                                                               |
| 46 | Il denaro                     | 'E denare                                |                                                               |
| 47 | Il morto                      | 'O muorto                                |                                                               |
| 48 | Il morto che parla            | 'O muorto che pparla                     |                                                               |
| 49 | La carne                      | 'O piezzo 'e carne                       |                                                               |
| 50 | Il pane                       | 'O ppane                                 |                                                               |
| 51 | Il giardino                   | 'O ciardino                              |                                                               |
| 52 | La mamma                      | 'A mamma                                 |                                                               |
| 53 | Il vecchio                    | 'O viecchio                              |                                                               |
| 54 | Il cappello                   | 'O cappiello                             |                                                               |
| 55 | La musica                     | 'A musica                                |                                                               |
| 56 | La caduta                     | 'A caduta                                |                                                               |
| 57 | Il gobbo                      | 'O scartellato                           |                                                               |
| 58 | Il pacco                      | 'O paccotto                              |                                                               |
| 59 | I peli                        | 'E pile                                  |                                                               |
| 60 | Il lamento                    | 'O lamiento                              | oppure anche "colui/colei che si lamenta" ("chi se lamienta") |
| 61 | Il cacciatore                 | 'O cacciatore                            |                                                               |
| 62 | Il morto ammazzato            | 'O muorto acciso                         |                                                               |
| 63 | La sposa                      | 'A sposa                                 |                                                               |
| 64 | La marsina                    | 'A sciammerìa                            |                                                               |
| 65 | Il pianto                     | 'O chianto                               |                                                               |
| 66 | Le due zitelle                | 'E ddoje zetelle                         |                                                               |
| 67 | Il totano nella chitarra      | 'O purpo into'â chitarra                 | riferimento all'atto sessuale                                 |
| 68 | La zuppa cotta                | 'A zuppa cotta                           |                                                               |
| 69 | Sottosopra                    | sott'e 'ncoppa                           |                                                               |
| 70 | Il palazzo                    | 'O palazzo                               |                                                               |
| 71 | L'uomo di merda               | L'ommo 'e mmerda                         | una persona malvagia o riprovevole                            |
| 72 | Lo stupore                    | 'A maraviglia                            |                                                               |
| 73 | L'ospedale                    | 'O spitale                               |                                                               |
| 74 | La grotta                     | 'A rotta                                 |                                                               |
| 75 | Pulcinella                    | Pulecenella                              |                                                               |
| 76 | La fontana                    | 'A funtana                               |                                                               |
| 77 | I diavoli                     | 'E diavulille                            |                                                               |
| 78 | La bella figliola             | 'A bella figliola                        | una prostituta                                                |
| 79 | Il ladro                      | 'O mariuolo                              |                                                               |
| 80 | La bocca                      | 'A vocca                                 |                                                               |
| 81 | I fiori                       | 'E sciure                                |                                                               |
| 82 | La tavola imbandita           | 'A tavula 'mbandita                      |                                                               |
| 83 | Il maltempo                   | 'O maletiempo                            |                                                               |
| 84 | La chiesa                     | 'A chiesa                                |                                                               |
| 85 | Le anime del Purgatorio       | Ll'aneme d'o priatorio                   |                                                               |
| 86 | La bottega                    | 'A puteca                                |                                                               |
| 87 | I pidocchi                    | 'E perucchie                             |                                                               |
| 88 | I caciocavalli                | 'E casecavalle                           |                                                               |
| 89 | La vecchia                    | 'A vecchia                               |                                                               |
| 90 | La paura                      | 'A paura                                 |                                                               |